# Delia Fiallo
Delia Fiallo (L'Avana, 4 luglio 1924 – Coral Gables, 29 giugno 2021) è stata una scrittrice, sceneggiatrice e autrice televisiva cubana che visse per tanti anni negli Stati Uniti d'America.

## Biografia
Fu autrice di molte telenovelas tra le quali Cristal, Leonela ed Esmeralda. Oppositrice dei governi comunisti cubani e venezuelani, dal 1998 era residente a Miami. Morì nel 2021, all'età di 96 anni.